# Medicine Man
Medicine Man is een Amerikaanse drama-avonturenfilm uit 1992 geregisseerd door John McTiernan. De film werd grotendeels opgenomen in Mexico

## Verhaal
Biochemiste Rae Crane, werkzaam in het farmaceutisch bedrijf "Aston Laboratories", gaat naar het Amazoneregenwoud om onderzoeker Robert Campbell apparatuur en voorraden te bezorgen. Robert is ontzet dat het bedrijf geen nieuwe onderzoekspartner heeft gestuurd en wil dat ze vertrekt. Rae is vastberaden te blijven: ze moet stiekem uitvissen of er nog moet geïnvesteerd worden in Robert's project. Robert heeft een remedie gevonden om kanker te bestrijden, maar hij kan de verbinding niet synthetiseren en zijn voorraden van het serum zijn bijna op. 
Nadat Robert in het dorpje een jongen verlost van maagpijn wordt hij de nieuwe medicijnman en wordt de oude - van wie Robert al zijn bloemenkennis verwierf - verdreven. Niet ver van het dorp is men bomen aan het rooien voor een nieuwe weg. Dat is een potentieel gevaar voor de inwoners van het afgelegen dorp want zij zijn niet immuun tegen de ziektes van de moderne wereld.
Wanneer er bij een jongen neoplasie wordt vastegesteld, trachten Robert, Rae, de jongen en zijn vader de oude medicijnman op te sporen. Eens gevonden en zijn gekwetste trots in ere hersteld is, zegt de man dat geen van de bloemen heilzame krachten bevatten. Terug in het dorp wil Robert de jongen inspuiten met het serum, maar dat laat Rae niet toe. Doch als de toestand verergert geeft zij hem toch de inspuiting waardoor hij beter wordt.
Robert ontdekt met behulp van de chromatograaf dat het missende compound inderdaad niet afkomstig is van een bloem, maar wel van een zeldzame mierensoort die in het woud leeft. Robert gaat in discussie met het bouwbedrijf: hij eist dat de werken stoppen minstens tot hij zijn onderzoek heeft afgewerkt. Dit ontaardt in een ruzie waarbij een bulldozer in brand vliegt. De brand breidt uit en vernietigt het dorp en vele hectaren regenwoud.
De volgende dag belooft Rae Robert nieuwe apparatuur en de onderzoeksassistent te sturen die hij oorspronkelijk had gevraagd. Robert stelt voor dat ze met hem blijft werken in ruil voor erkenning voor het mede-ontdekken van de bron van de verbinding, waar ze op ingaat.

## Cast
| Acteur          | Personage           |
| --------------- | ------------------- |
| Sean Connery    | Dr. Robert Campbell |
| Lorraine Bracco | Dr. Rae Crane       |
| José Wilker     | Dr. Miguel Ornega   |
| José Lavat      | Government Man      |

## Nominatie
| Westrijd                     | Categorie     | Ontvanger(s)    | Resultaat   | Ref.  |
| ---------------------------- | ------------- | --------------- | ----------- | ----- |
| Golden Raspberry Awards 1992 | Worst Actress | Lorraine Bracco | Genomineerd | [ 3 ] |